# Паник (група)
Вижте пояснителната страница за други значения на Паник.
„Паник“ (Panik), дълго време наричана „Невада Тан“ и за кратко „Цорккк“, е рок група, създадена в Хамбург, Германия през 2007 г.
Скоро след нейното създаване пхроменя името си на „Невада Тан“ (Nevada Tan). Под това име бандата издава успешен албум и няколко сингли. На 20 януари 2008 г. групата официално заявява, че връща старото си име „Паник“ поради разногласия с мениджърите им. В резултат на това преминават от звукозаписната компания Universal Records към Vertigo Records.

## Групата
„Паник“ обединява умело рап и рок и въплъщава в себе си така наречения crossover жанр. Групата комбинира своя музика със силни текстове на немски. През 2007 г. издават първия си официален албум под името Nevada Tan.
Прави първото си официално представяне в The Dome, Манхайм на 2 март 2007 г. Първият им албум Niemand hört dich е продаден в почти 100 000 броя, влизат в топ 10 и се задържат в класациите 26 седмици. Бандата има 1 спечелена Jetix награда за „Най-добър изпълнител на живо“ и 2 номинации за наградите Echo в категориите „Най-добър национален рок/алтернатив изпълнител/група“ и „Най-успешен национален новопоявил се артист“. Дебютният им албум достига златен статус в Русия.
През 2016 г. Д. Бонк и Т. Соненшайн заедно с Франк Циглер записват видеото Ausnahmezustand под новото име на групата „Цорккк“ (Zorkkk). През 2017 г. групата се събира отново под старото си име „Паник“ за честване на нейната 10-годишнина в Германия и Русия.

## Членове на групата

### Настоящи членове
| Име                                     | Инструмент                 | Дата на раждане    |
| --------------------------------------- | -------------------------- | ------------------ |
| Тимо Зоненшайн (Timo T:mo Sonnenschein) | Рап                        | септември 20, 1987 |
| Давид Бонк (David Bonk)                 | Китара/ Пиано/ Беквокалист | февруари 06, 1988  |

### Бивши членове
| Име                                          | Инструмент               | Дата на раждане  | Напуснал      |
| -------------------------------------------- | ------------------------ | ---------------- | ------------- |
| Франк „Франки“ Циглер (Frank Franky Ziegler) | Вокалист                 | април 28, 1987   | април 2010    |
| Кристиан Линке (Christian Linke)             | Бас/ Китара/ Беквокалист | март 11, 1987    | декември 2009 |
| Ян Вернер (Jan Werner)                       | DJ                       | март 01, 1988    | април 2010    |
| Юри Шеве (Juri Schewe)                       | Барабани                 | ноември 24, 1986 | април 2010    |

Давид Бонк е китаристът и пианистът на групата. Той и Тимо се познават още от детската градина. Въпреки че посещават различни училища, остават доста близки. Двамата създават банда през 2002 под името Pan!k. Давид е печелил няколко пъти награди от Jugend musiziert (музикално състезание за деца и младежи от Германия на регионално, областно и национално ниво). Композира голяма част от музиката на Паник, както и собствени пиано композиции. Той е продуцент на песента Was Würdest Du Tun?, също и на целия албум Panik. Давид е продуцент и на немските групи Aloha from Hell и Destination Anywhere.
Тимо Зоненшайн е рапърът в групата. Хобитата му включват снимане и обработване на филми. Той е режисьор на клипа към песента Jeder. Снима късометражен филм със заглавие At Second Glance. Според самият Тимо, филмът ще излезе в две версии – на английски и на немски език. Все още няма точна дата за появяването му.
Тимо пише голяма част от текстовете на Паник и често в тях могат да се забележат лични преживявания. Въпреки това, той споделя, че те не отразяват 100% истината. Neustart показва проблемите му в училище и отношението на съучениците му. Той често е казвал, че е бил тормозен от тях. Песента So wie du изразява отношението му към баща му (басист на немската група Illegal 2001), който е напуснал семейството си, когато Тимо е бил на година. Сега са в добри отношения.
Ян Вернер е диджеят на групата. Присъединява се към Тимо и Давид през 2003 година. Музикантите споделят, че се гордеят да имат и диджей в бандата, освен всички останали инструменти. В началото на Невада Тан, Ян е най-голямата загадка, защото се появява непрекъснато с маска, покриваща цялото му лице освен очите. В екслузивна фото сесия за списанието БРАВО по-късно, той сваля маската. Спира да я носи окончателно след като групата сменя името си от Невада Тан на Паник. На обложката на Was Würdest Du Tun? той все пак е още с нея. На въпроса защо, той отговаря, че се е опитвал да направи прехода за феновете възможно най-лесен.
Ян е учил химия преди да се съсредоточи изцяло върху музиката. И често е казвал, че ако не се получи с нея, ще се върне към образованието си. След разделянето на групата през декември 2009, беше съобщено, че той ще продължи да учи за химик.
Кристиан Линке е басистът на бандата. Той говори свободно английски и е запален по четенето на книги. Пише собствени песни, както и прави кавъри на групи като 30 Seconds To Mars, Incubus и Hinder.
Напуска Паник след турнето през декември. Ще се опита да си проясни мислите в чужбина. Намира се в САЩ, където се опитва да започне солова кариера.
Франк „Франки“ Циглер е певецът на групата. Присъединява се към тях през 2006 г., след като отговаря на обява, че „Паник“ търси певец. Франк е от Хайделберг. Пътува до Ноймюнстер за прослушването и след като е одобрен, остава да живее при Давид. Обича да готви. Снима се в немския филм на Disney Alles für Lila, който се очаква да излезе по кината през октомври 2010.
Последен към групата се присъединява Юри Шеве – барабанистът. Останалите членове го описват като изключително тих и най-старателният от тях. Той е завършил средното си образование и с най-висок бал – 1,5 (равносилно на 5,50 по бълг. система). Той е „шефът“ на групата – грижи се за финансите и говори със звукозаписната компания при взимането на важни решения. След напускането на групата започва да следва джаз барабани в Бремен. А през април 2010 г. се присъединява към групата Piazumanju.

## Дискография

### Сингли
- като Nevada Tan

| Име на песента | Германия | Пуснат           |
| -------------- | -------- | ---------------- |
| Revolution     | 15       | 30 март, 2007    |
| Vorbei         | 29       | 8 юни, 2007      |
| Neustart       | 44       | 24 август, 2007  |
| Ein neuer Tag  | TBA      | 5 октомври, 2007 |

- като Panik

| Име на песента              | Германия | Пуснат            |
| --------------------------- | -------- | ----------------- |
| Wegweiser (free download)   | -        | януари 2008       |
| Was würdest du tun?         | 28       | 15 февруари, 2008 |
| Jeder (free download)       | -        | 5 август, 2009    |
| Lass mich fallen            | 62       | 4 септември, 2009 |
| Es ist Zeit (free download) | -        | 24 декември, 2009 |

### Албуми
- като Nevada Tan

| Албум             | Германия | Пуснат         |
| ----------------- | -------- | -------------- |
| Niemand hört dich | 8        | 13 април, 2007 |

- като Panik

| Албум | Германия | Пуснат             |
| ----- | -------- | ------------------ |
| Panik | 38       | 25 септември, 2009 |

### DVD-та
- като Nevada Tan

| Албум                    | Германия | Пуснат             |
| ------------------------ | -------- | ------------------ |
| Niemand hört dich – Live | 10       | 28 септември, 2007 |